# 보티아과
보티아과(Botiidae)는 잉어목에 속하는 조기어류 물고기과의 하나이다. 남아시아와 동남아시아 그리고 동아시아에서 발견된다. 최근까지 잉어과로 분류했지만, 2012년 별도의 과로 승격되었다.

## 하위 속
- Ambastaia
- Botia
- Chromobotia
- Leptobotia
- Parabotia
- Sinibotia
- Syncrossus
- Yasuhikotakia